# Øster Ulslev Sogn
Øster Ulslev Sogn 
ist eine ehemalige Kirchspielsgemeinde (dän.: Sogn) auf der Insel Lolland im südlichen Dänemark.
Bis 1970 gehörte sie zur Harde Musse Herred im damaligen Maribo Amt, danach zur Nysted Kommune im Storstrøms Amt, die im Zuge der  Kommunalreform zum 1. Januar 2007 in der Guldborgsund Kommune in der Region Sjælland aufgegangen ist. Zum 1. Januar 2022 wurde Øster Ulslev Sogn mit Vester Ulslev Sogn und Godsted Sogn zum Krumsø Sogn zusammengelegt.

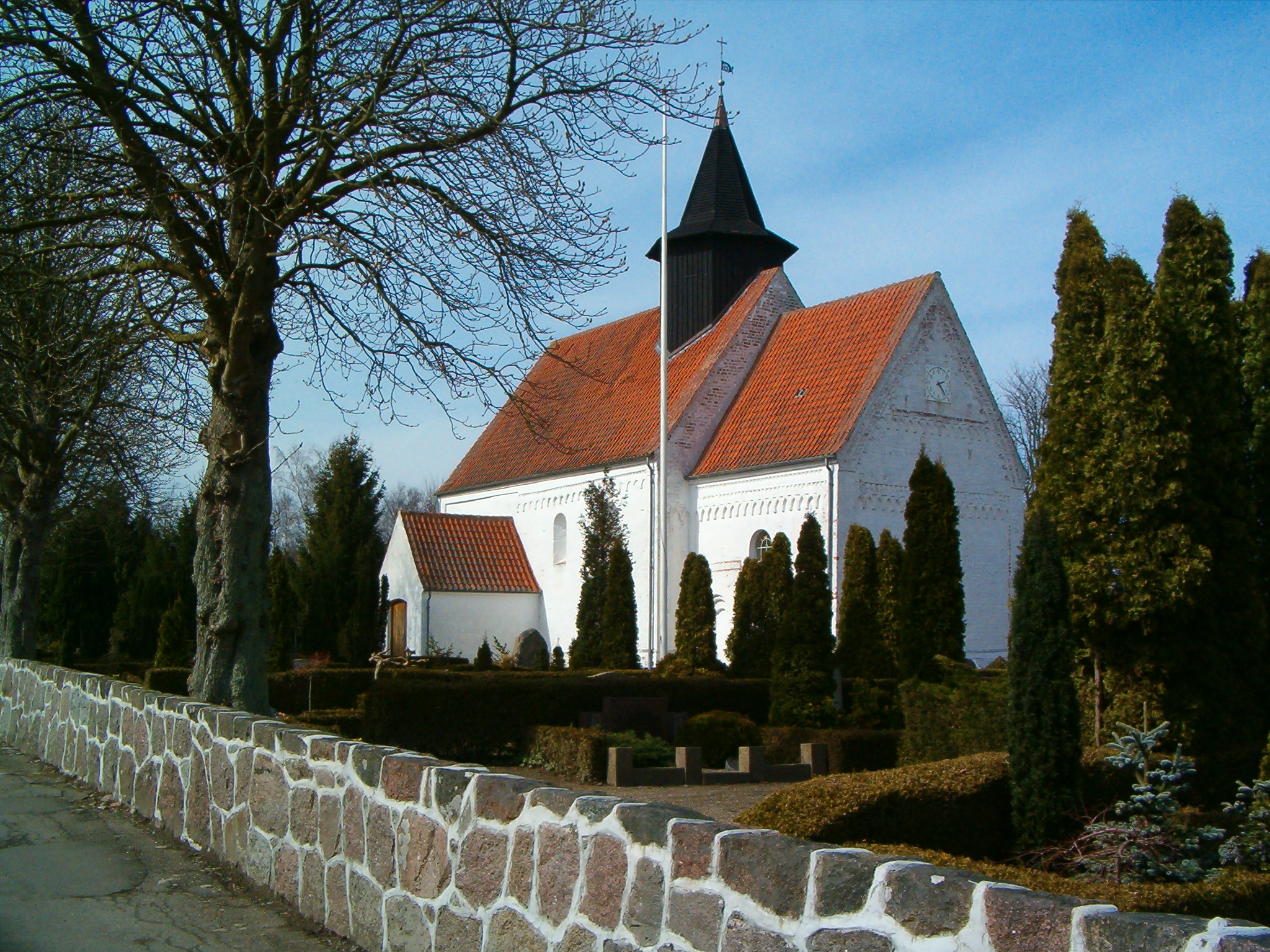
Øster Ulslev Kirke

Im Kirchspiel lebten am 1. Oktober 2021 393, im Kirchdorf am 1. Januar 2023 224 Einwohner.
Im Kirchspiel liegt die „Øster Ulslev Kirke“.
Nachbargemeinden waren im Westen Vester Ulslev Sogn, im Norden Godsted Sogn und  im Osten Herritslev Sogn.